# Željko Nimš
Željko Nimš (Sisak, 1950.) je bivši hrvatski rukometaš.
Karijeru je započeo u RK "Kemičar" - Sisak kao vratar.
Igrao je za jugoslavensku izabranu vrstu.
Od velikih natjecanja, sudjelovao je na OI 1976. u Montrealu, na kojem je s jugoslavenskom reprezentacijom osvojio 5. mjesto. Zatim je na svjetskom prvenstvu 1974. osvojio brončanu medalju, na Mediteranskim igrama zlatnu medalju 1975. u Alžiru, Kuo europskih prvaka s bjelovarskim ORK Partizan 1972. Sudjelovao je i u završnici Kupa europskih prvaka 1973., a na SP-u u danskom Kopenhagenu je osvojio 4. mjesto 1978. godine.
Bio je članom sastava Partizana iz Bjelovara koji je osvojio Kup europskih prvaka protiv VfL Gummersbacha. Šest puta je s bjelovarskim Partizanom bio prvak SFRJ.

## Vanjske poveznice
- RK Bjelovar  Arhivirana inačica izvorne stranice od 22. siječnja 2008. (Wayback Machine) Trideset i tri godine od osvajanja europskoga rukometnoga trona